# Giải bóng đá trong nhà vô địch quốc gia 2010
Giải futsal Quốc gia 2010 (Hay còn gọi Giải bóng đá Futsal toàn quốc – Cúp Bưu chính Viettel 2010 vì lý do nhà tài trợ) là giải bóng đá futsal do Liên đoàn bóng đá Việt Nam tổ chức lần thứ tư hàng năm. Giải bóng đá Futsal toàn quốc – Cúp Bưu chính Viettel 2010 có sự tham gia của 12 đội, gồm: BV. AP. Bình Thuận, Café Phố An Giang, Hải Phát ĐăkLăk, Hoàng Thư Đà Nẵng, Sanna Khánh Hòa, Ô tô Phạm Gia TPHCM, Tâm Nhật Minh, Tân Hiệp Hưng, Thái Sơn Bắc, Thái Sơn Nam, PVC Vinaconex và VLT. Đà Nẵng. Theo kế hoạch, giải sẽ diễn ra từ 20/7 đến 1/8/2010 tại Nhà thi đấu Phú Thọ-Thành phố Hồ Chí Minh.

## Phương thức thi đấu
12 đội sẽ được chia thành 2 nhóm A và B, mỗi nhóm 6 đội, thi đấu vòng tròn một lượt tại mỗi nhóm để tính điểm xếp hạng, chọn 2 đội xếp nhất, nhì mỗi nhóm vào thi đấu bán kết. Hai đội thắng bán kết vào chung kết tranh vô địch, hai đội thua bán kết xếp đồng hạng ba.
Theo kế hoạch, giải sẽ diễn ra từ 20/7 đến 1/8/2010 tại Nhà thi đấu Phú Thọ-TPHCM. Đội vô địch nhận Cúp, HCV, bảng danh vị và giải thưởng 25 triệu đồng, đội thứ nhì nhận HCB, bảng danh vị và giải thưởng 15 triệu đồng, 2 đội đồng hạng Ba nhận HCĐ, bảng danh vị và giải thưởng 10 triệu đồng. Ngoài ra, BTC cũng sẽ trao giải thưởng cho Cầu thủ xuất sắc nhất, Cầu thủ ghi nhiều bàn thắng nhất và Thủ môn xuất sắc nhất.

## Cách tính điểm, xếp hạng
- Chín đội thi đấu vòng tròn một lượt, tính điểm xếp hạng.
- Cách tính điểm xếp hạng:
  - Đội thắng: 3 điểm
  - Đội hoà: 1 điểm
  - Đội thua: 0 điểm
  - Tính tổng số điểm của các đội đạt được để xếp thứ hạng.
- Nếu có từ hai đội trở lên bằng điểm nhau, trước hết tính kết quả của các trận đấu giữa các đội đó với nhau theo thứ tự:
  - Tổng số điểm.
  - Hiệu số của tổng số bàn thắng trừ tổng số bàn thua.

Đội nào có chỉ số cao hơn sẽ xếp trên.
- Nếu các chỉ số trên bằng nhau, thì tiếp tục xét các chỉ số của toàn bộ các trận đấu trong giải theo thứ tự:
  - Hiệu số của tổng số bàn thắng trừ tổng số bàn thua.
  - Tổng số bàn thắng.

Đội nào có chỉ số cao hơn sẽ xếp trên, nếu vẫn bằng nhau sẽ tổ chức bốc thăm.

## Giải thưởng
Cơ cấu giải thưởng:
- Đội vô địch: Cúp, HCV, bảng danh vị và giải thưởng 25 triệu đồng
- Đội thứ Nhì: HCB, bảng danh vị và giải thưởng 15 triệu đồng
- Đồng hạng Ba: HCĐ, bảng danh vị và giải thưởng 10 triệu đồng
- Cầu thủ xuất sắc nhất: Bảng danh vị, giải thưởng 2 triệu đồng
- Cầu thủ ghi nhiều bàn thắng nhất: Bảng danh vị, giải thưởng 2 triệu đồng
- Thủ môn xuất sắc nhất: Bảng danh vị, giải thưởng 2 triệu đồng.[2]

## Lịch thi đấu và kết quả
| Ngày      | Giờ   | Đội 1 - Đội 2                        | Tỷ số |
| 20/7/2010 | 15:00 | ÔTÔ PHẠM GIA - TÂM NHẬT MINH         | 0-1   |
| 20/7/2010 | 17:00 | CAFÉ PHỐ AN GIANG - VLT ĐÀ NẴNG      | 3-8   |
| 20/7/2010 | 19:00 | THÁI SƠN BẮC - BV AP BÌNH THUẬN      | 7-0   |
| 21/7/2010 | 15:00 | PVC.VINACONEX - HOÀNG THƯ ĐÀ NẴNG    | 2-2   |
| 21/7/2010 | 17:00 | SANNA KHÁNH HÒA - HẢI PHÁT ĐẮKLẮC    | 7-5   |
| 21/7/2010 | 19:00 | THÁI SƠN NAM – TÂN HIỆP HƯNG         | 3-2   |
| 22/7/2010 | 15:00 | TÂM NHẬT MINH - BV AP BÌNH THUẬN     | 3-2   |
| 22/7/2010 | 17:00 | VLT ĐÀ NẴNG – ÔTÔ PHẠM GIA           | 2-10  |
| 22/7/2010 | 19:00 | CAFÉ PHỐ AN GIANG - THÁI SƠN BẮC     | 2-10  |
| 23/7/2010 | 15:00 | HOÀNG THƯ ĐÀ NẴNG – TÂN HIỆP HƯNG    | 6-2   |
| 23/7/2010 | 17:00 | HẢI PHÁT ĐẮKLẮC - PVC.VINACONEX      | 2-3   |
| 23/7/2010 | 19:00 | SANNA KHÁNH HÒA – THÁI SƠN NAM       | 0-5   |
| 24/7/2010 | 15:00 | TVLT ĐÀ NẴNG – THÁI SƠN BẮC          | 1-3   |
| 24/7/2010 | 17:00 | TÂM NHẬT MINH - CAFÉ PHỐ AN GIANG    | 11-4  |
| 24/7/2010 | 19:00 | BV AP BÌNH THUẬN - ÔTÔ PHẠM GIA      | 1-4   |
| 25/7/2010 | 15:00 | HẢI PHÁT ĐẮKLẮC – THÁI SƠN NAM       | 0-5   |
| 25/7/2010 | 17:00 | HOÀNG THƯ ĐÀ NẴNG - SANNA KHÁNH HÒA  | 8-5   |
| 25/7/2010 | 19:00 | TÂN HIỆP HƯNG - PVC.VINACONEX        | 1-4   |
| 26/7/2010 | 15:00 | BV AP BÌNH THUẬN - CAFÉ PHỐ AN GIANG | 3-2   |
| 26/7/2010 | 17:00 | ÔTÔ PHẠM GIA - THÁI SƠN BẮC          | 3-4   |
| 26/7/2010 | 19:00 | VLT ĐÀ NẴNG - TÂM NHẬT MINH          | 1-9   |
| 27/7/2010 | 15:00 | TÂN HIỆP HƯNG – SANNA KHÁNH HÒA      | 2-2   |
| 27/7/2010 | 17:00 | PVC.VINACONEX - THÁI SƠN NAM         | 2-2   |
| 27/7/2010 | 19:00 | HẢI PHÁT ĐẮKLẮC – HOÀNG THƯ ĐÀ NẴNG  | 3-7   |
| 28/7/2010 | 15:00 | CAFE PHỐ AN GIANG - ÔTÔ PHẠM GIA     | 2-10  |
| 28/7/2010 | 17:00 | THÁI SƠN BẮC - TÂM NHẬT MINH         | 1-1   |
| 28/7/2010 | 19:00 | BV AP BÌNH THUẬN - VLT ĐÀ NẴNG       | 6-10  |
| 29/7/2010 | 15:00 | SANNA KHÁNH HÒA - PVC.VINACONEX      | 2-2   |
| 29/7/2010 | 17:00 | THÁI SƠN NAM - HOÀNG THƯ ĐÀ NẴNG     | 2-1   |
| 29/7/2010 | 19:00 | TÂN HIỆP HƯNG - HẢI PHÁT ĐẮKLẮC      | 3-5   |

## Bảng xếp hạng
Bảng A
| Thứ hạng | Đội             | Trận | Thắng | Hòa | Thua | Điểm | Bàn thắng | Bàn bại | Hiệu số |
| 1        | Thái Sơn Nam    | 5    | 4     | 1   | 0    | 13   | 16        | 5       | 11      |
| 2        | HT Đà Nẵng      | 5    | 3     | 1   | 1    | 10   | 24        | 13      | 11      |
| 3        | PVC.Vinaconex   | 5    | 2     | 3   | 0    | 9    | 12        | 8       | 4       |
| 4        | Sanna Khánh Hòa | 1    | 2     | 2   | 5    | 15   | 21        | -6      |         |
| 5        | HP Đăklăk       | 5    | 1     | 0   | 4    | 3    | 15        | 24      | -9      |
| 6        | Tân Hiệp Hưng   | 5    | 0     | 1   | 4    | 1    | 9         | 20      | -11     |

Bảng B
| Thứ hạng | Đội              | Trận | Thắng | Hòa | Thua | Điểm | Bàn thắng | Bàn bại | Hiệu số |
| 1        | Thái Sơn Bắc     | 5    | 4     | 1   | 0    | 13   | 25        | 7       | 18      |
| 2        | Tâm Nhật Minh    | 5    | 4     | 1   | 0    | 13   | 25        | 8       | 17      |
| 3        | Ôtô Phạm Gia     | 5    | 3     | 0   | 2    | 9    | 27        | 10      | 17      |
| 4        | VLT Đà Nẵng      | 5    | 2     | 0   | 3    | 6    | 22        | 31      | -9      |
| 5        | BV.PA Bình Thuận | 5    | 1     | 0   | 4    | 3    | 12        | 26      | -14     |
| 6        | Cafe P.An Giang  | 5    | 0     | 0   | 5    | 0    | 13        | 42      | -29     |

## Vòng bán kết
| Ngày      | Giờ   | Đội 1 - Đội 2                    | Tỷ số |
| 31/7/2010 | 15:00 | Thái Sơn Bắc - Hoàng Thư Đà Nẵng | 5-3   |
| 31/7/2010 | 17:00 | Thái Sơn Nam - Tâm Nhật Minh     | 1-2   |

## Trận chung kết
|  | v          |  |
|  | ---------- |  |
|  | (chi tiết) |  |

|  |   | Luân lưu 11m |
|  | ' |              |

## Tổng kết mùa giải
- Vô địch: Thái Sơn Bắc – Huy chương vàng và 25 triệu đồng
- Hạng Nhì: Tâm Nhật Minh – Huy chương bạc và 15 triệu đồng
- Hạng Ba: Thái Sơn Nam và Hoàng Thư Đà Nẵng – Huy chương đồng và 10 triệu đồng
- Giải phong cách: V.Sports Báo Công An
- Cầu thủ xuất sắc nhất giải: Nguyễn Bảo Quân (10 – Thái Sơn Bắc).
- Vua phá lưới: Nguyễn Quân Bảo (7 - Tâm Nhật Minh, 9 bàn).
- Thủ môn xuất sắc: Nguyễn Văn Huy (25 – Thái Sơn Bắc)
- Tổ trọng tài hoàn thành xuất sắc nhiệm vụ: Nguyễn Văn Hợi, Lý Thanh Liêm, Ngô Hữu Phúc, Lê Hùng Cường.[3]